# (1915) Quetzalcóatl
(1915) Quetzalcóatl es un asteroide que forma parte de los asteroides Amor y fue descubierto por Albert George Wilson el 9 de marzo de 1953 desde el observatorio del Monte Palomar, Estados Unidos.

## Designación y nombre
Quetzalcóatl fue designado inicialmente como 1953 EA.
Más adelante se nombró por Quetzalcóatl, un dios de la mitología azteca.

## Características orbitales
Quetzalcóatl orbita a una distancia media del Sol de 2,545 ua, pudiendo alejarse hasta 3,997 ua y acercarse hasta 1,093 ua. Su excentricidad es 0,5705 y la inclinación orbital 20,4°. Emplea 1483 días en completar una órbita alrededor del Sol.

## Características físicas
En 1981, fue detectado por radar desde el Observatorio de Arecibo a una distancia de 0,09 ua. La medida por radar de su superficie fue de unos 0,02 km².